# Schloss Pöttmes
Schloss Pöttmes (auch: Schloss Gumppenberg) liegt in Pöttmes im Landkreis Aichach-Friedberg und steht unter Denkmalschutz. Als Hofmarkschloss war es Herrensitz der geschlossenen Hofmark Pöttmes, die über ein Blutgericht verfügte. Die Herrschaft Pöttmes war ab 1279 bis zur Verwaltungsreform 1818 im Besitz der Freiherren von Gumppenberg. Die Adelsfamilie hatte vormals ihren Sitz auf einer imposanten Burganlage auf dem Gumppenberg nordwestlich des Ortes, die im Juli 1704 im Spanischen Erbfolgekrieg niederbrannte und nicht mehr aufgebaut wurde.

## Beschreibung
Die Schlossanlage ist ein zweigeschossiger langgestreckter Dreiflügelbau, der sich um einen kleinen Hof mit einem Marienbrunnen (Brunnenhof) aus dem 18. Jahrhundert, geschmückt mit den Wappen derer von Gumppenberg und des gräflichen Geschlechts von der Wahl, gruppiert. Der Kern der Schlossanlage reicht bis auf das Jahr 1683 zurück. Diese Jahreszahl ist dem Wappen Gumppenberg und Haslang zu entnehmen, die über den Tordurchfahrten angebracht sind. Von einer der Tordurchfahrten betritt man die 1691 errichtete Schlosskapelle.
Der Nordtrakt des Schlosses ist bestimmendstes Gebäude des Pöttmeser Marktplatzes. Mehrere Räume sind mit Stuckarbeiten aus der Zeit Ende des 17. Jahrhunderts ausgestattet:
Im Flur des ersten Obergeschosses hängen zahlreiche gute Familienbildnisse des 16. bis 18. Jahrhunderts, stehen schöne Renaissance-Schränke, -truhen und -stühle. Zu beiden Seiten des durch die Mitte des Gebäudes laufenden Korridors liegen die Wohnräume, zum Teil mit ausgezeichneten Möbeln des 18. und frühen 19. Jahrhundert.
Das Schloss ist teilweise von einer sanierungsbedürftigen Mauer umgeben. Schloss und Park sind nicht der Öffentlichkeit zugänglich.

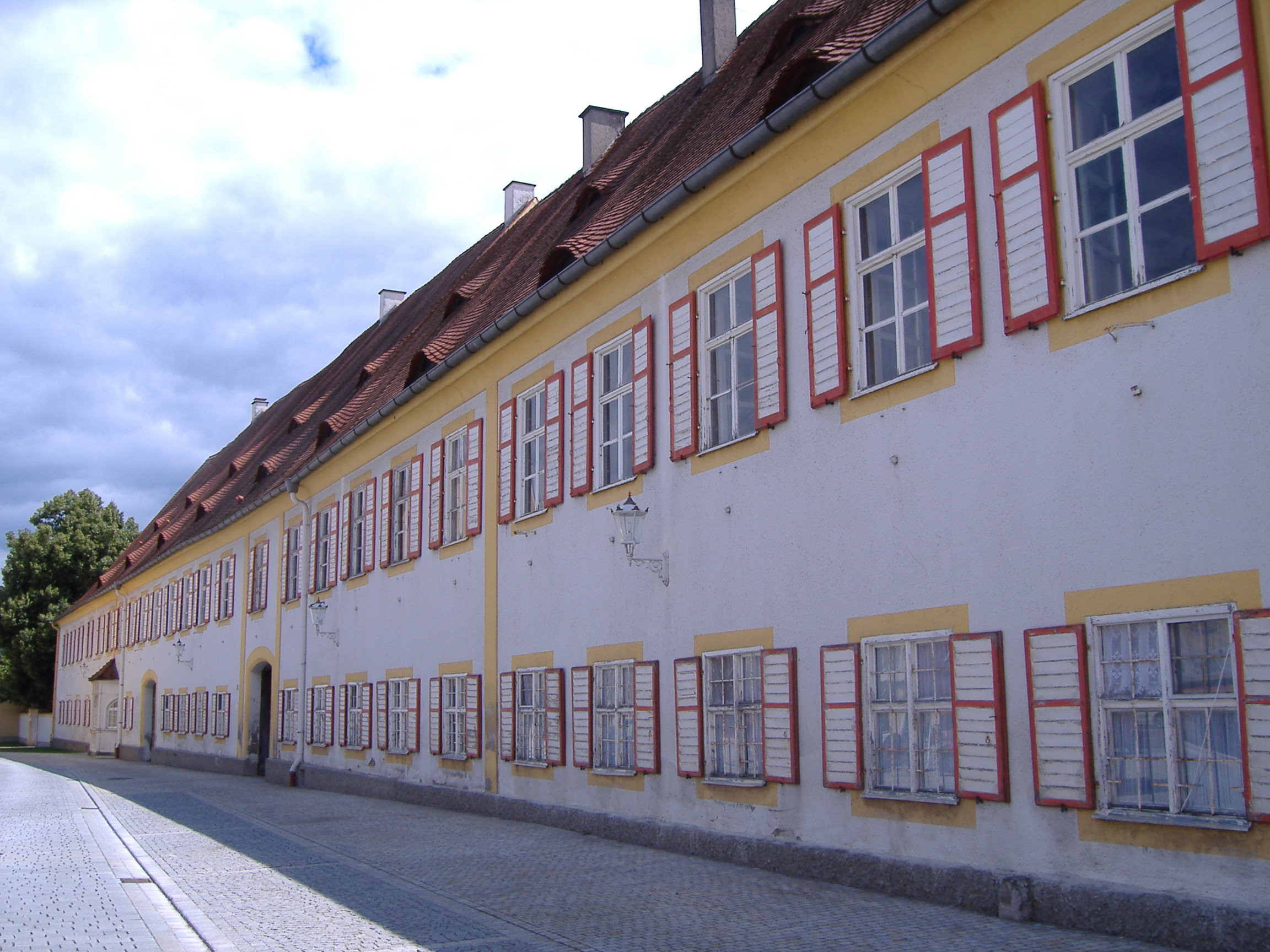
Nordseite des Schlosses
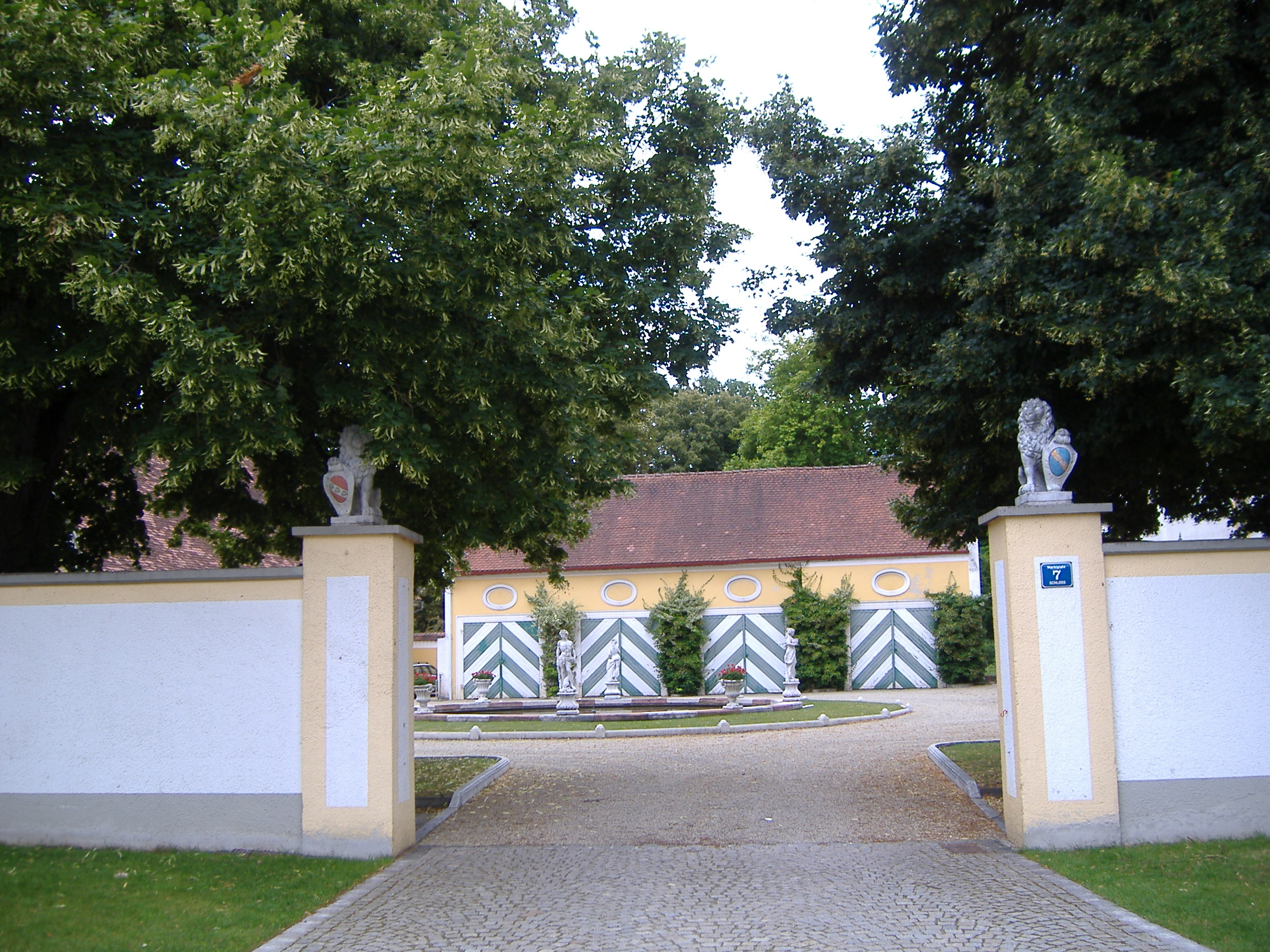
Blick in den Brunnenhof des Schlosses
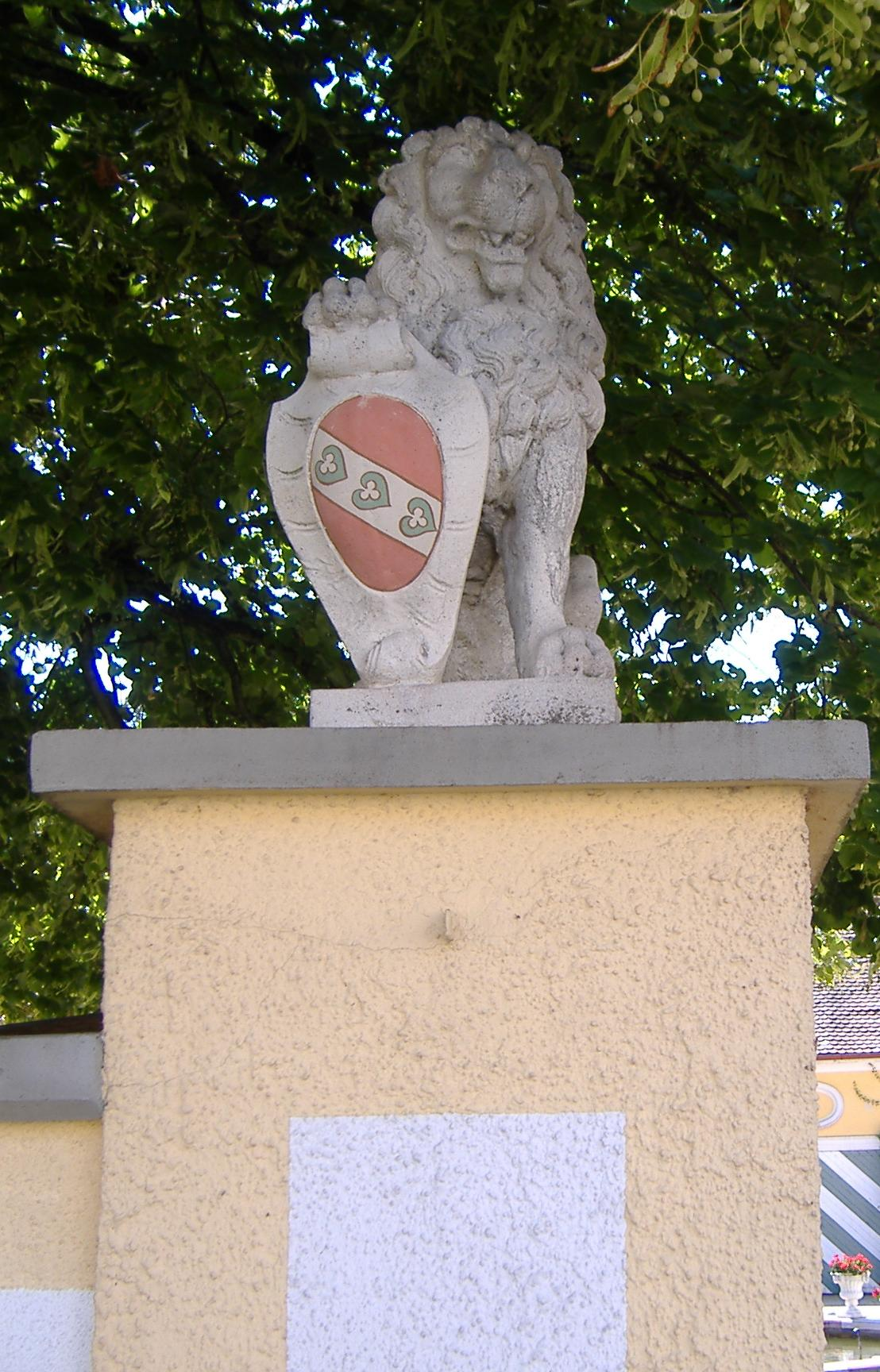
Löwe vor dem Brunnenhof mit dem Wappen der Familie Gumppenberg
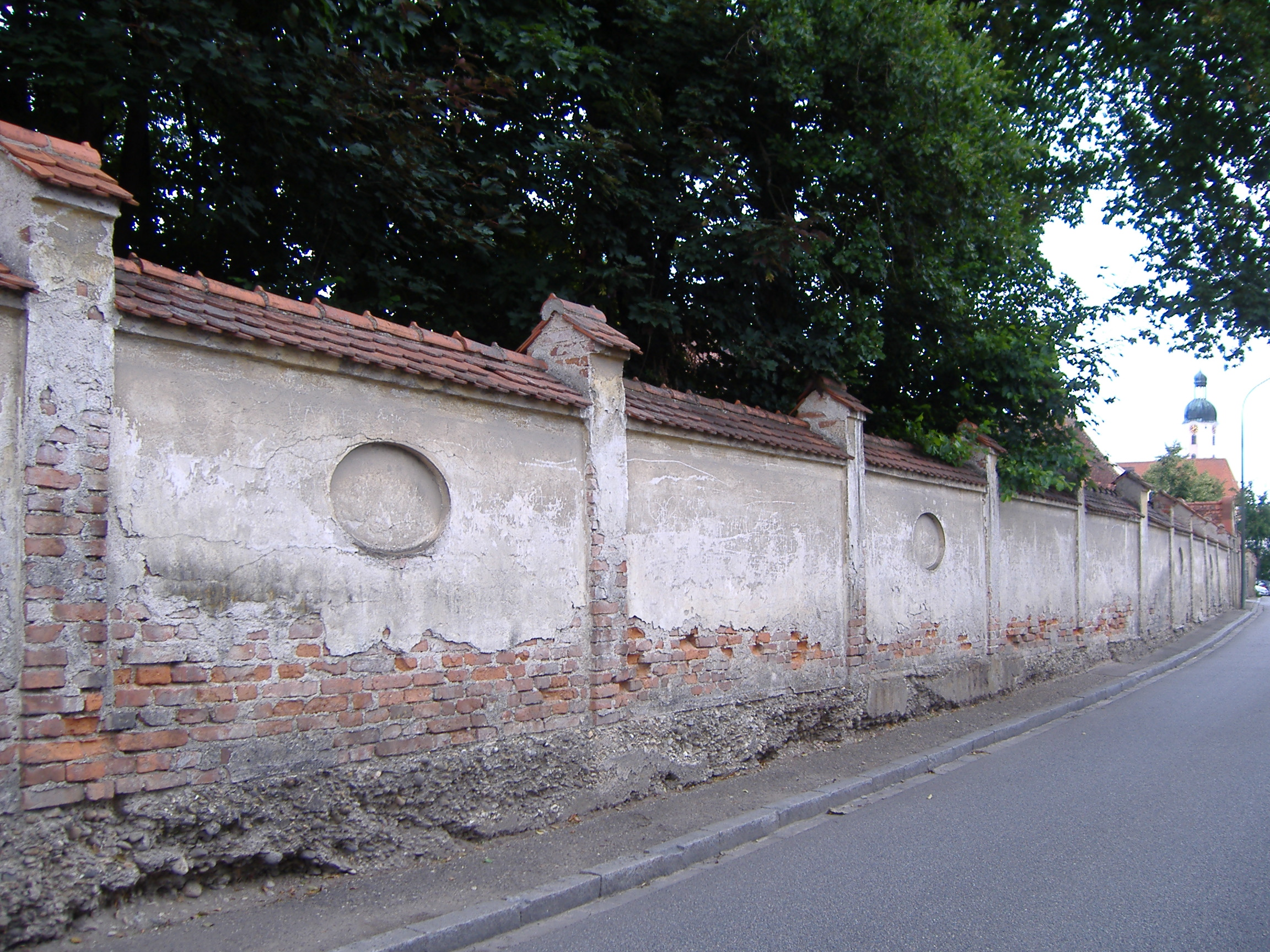
Schlossmauer